# توني ديفيتو
توني ديفيتو (بالإنجليزية: Tony DeVito)‏ هو مصارع محترف أمريكي، ولد في 20 يناير 1972 في كونيتيكت في الولايات المتحدة.

## وصلات خارجية
- توني ديفيتو على موقع CageMatch worker (الإنجليزية)
- توني ديفيتو على موقع قاعدة بيانات المصارعة على الإنترنت (الإنجليزية)
- توني ديفيتو على موقع IMDb (الإنجليزية)